# Брашман, Николай Дмитриевич
Никола́й Дми́триевич Бра́шман (или Брашма́н, чеш. Nikolaj Brašman; 14 [25] июня 1796, Роусинов, Моравская марка — 13 [25] июня 1866, Москва) — российский (чешский) математик и механик, преподаватель. С 1824 года до конца жизни работал в России: в Санкт-Петербурге, Казани, а с 1834 года — в Москве, в Императорском Московском университете. Член-корреспондент Императорской Санкт-Петербургской Академии наук (1855), заслуженный профессор Московского университета (1859). Наиболее важные его научные работы относятся к гидромеханике и принципу наименьшего действия. Известен также как основатель Московского математического общества (1864) и его печатного органа — журнала «Математический сборник» (1866, это старейший российский математический журнал).
Брашман — автор одного из лучших для своего времени курсов аналитической геометрии. В Большой советской энциклопедии Брашман назван «выдающимся педагогом». Среди его учеников — академики Осип Сомов и Пафнутий Чебышёв.

## Биография

### На родине
Родился 14 июня 1796 года в местечке Роусинов (чеш. Rousínov), рядом с Брно в Моравии (ныне Чешская республика), в еврейской купеческой семье.

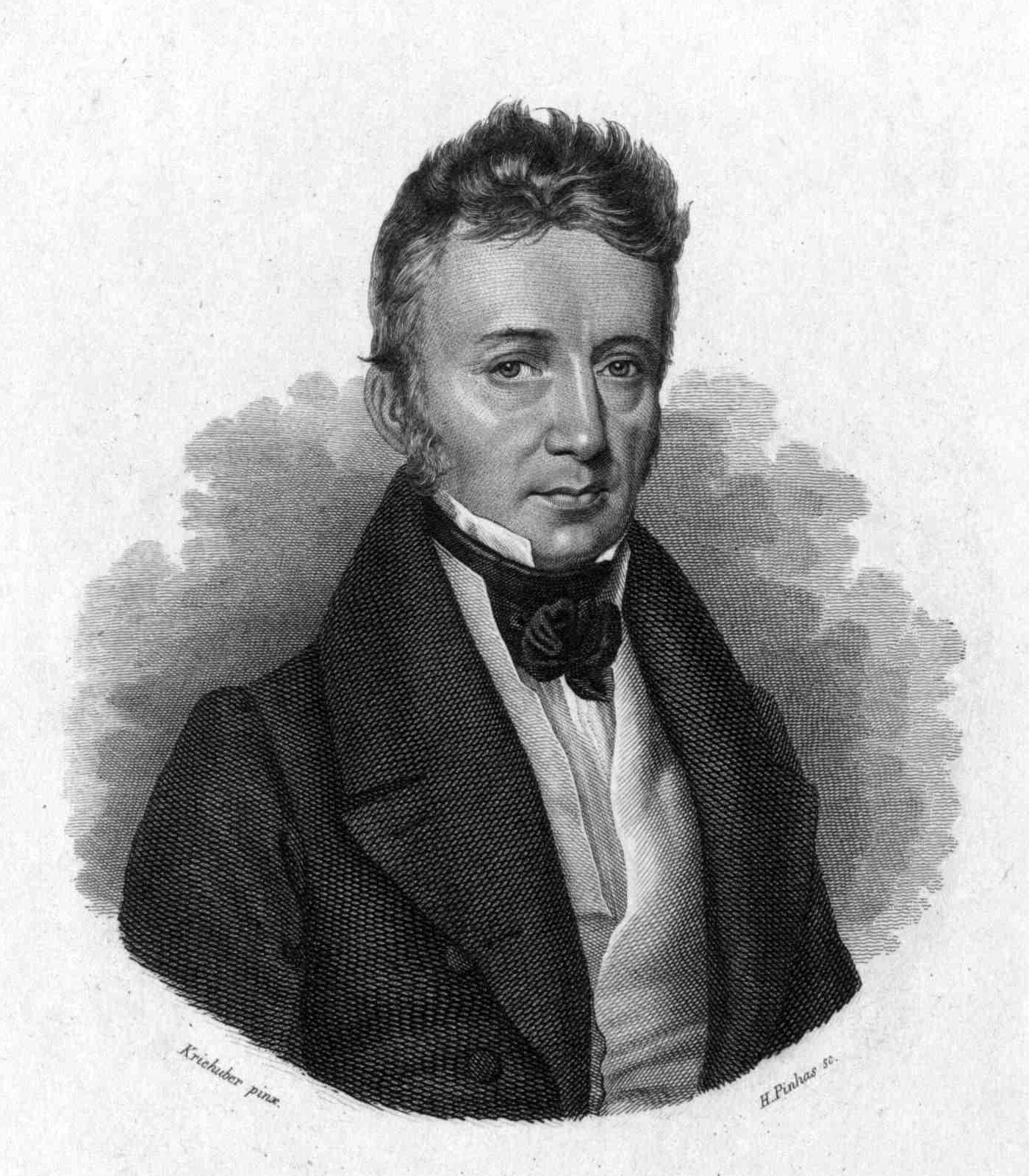
Портрет Йозефа Иоганна Литрова

Получил домашнее образование, после чего начал учиться в Венском политехническом институте (сейчас — Венский технологический университет). Курсы, читаемые в институте, были очень ограниченными, сугубо прикладными и страдали отсутствием строгой научной системы, что не удовлетворяло молодого Брашмана. Продолжая учиться в политехническом институте, он поступил в Венский университет. Его преподаватель математики и астрономии Йозеф Иоганн Литров вначале сильно сомневался в том, что Брашман при столь существенных пробелах в знаниях сможет успешно учиться в университете, но позже, когда ученик развеял его сомнения относительно своих способностей, они крепко подружились и оставались в добрых отношениях до самой смерти учителя.

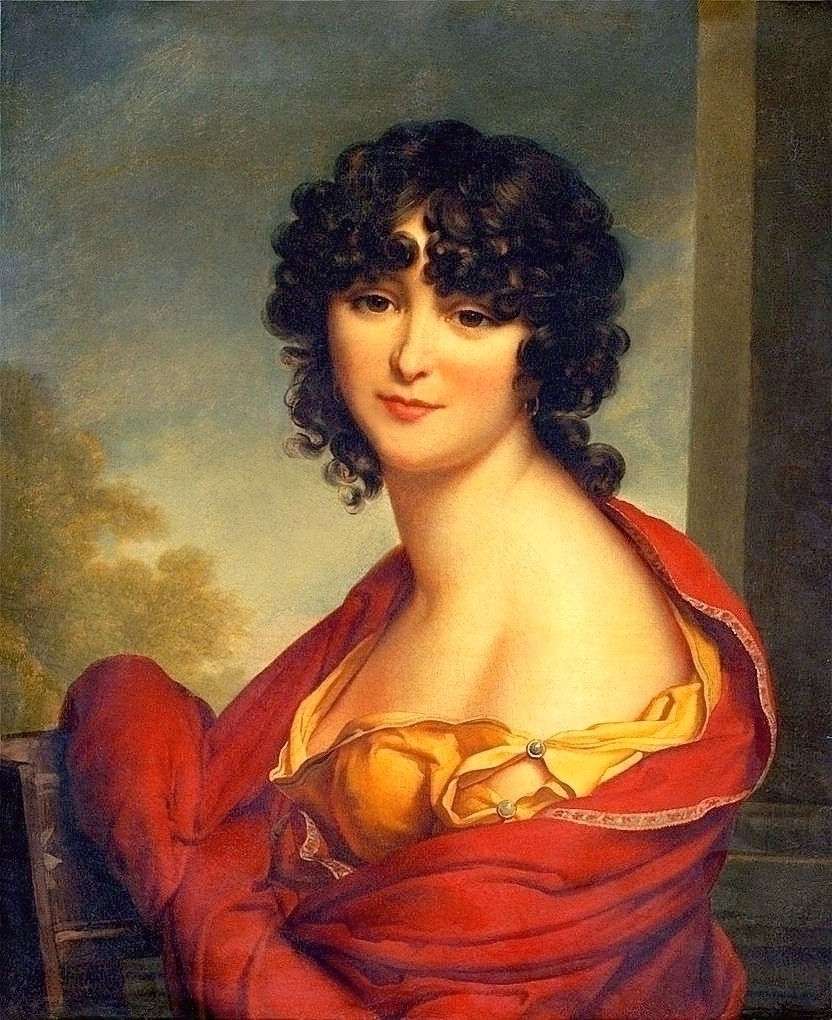
Портрет Евдокии Ивановны Голицыной

В 1821 году Брашман, окончив университет, остался в нём, получив должность репетитора высшей математики. В том же году он по рекомендации Литрова был принят в дом князя Яблоновского в Лемберге (ныне Львов) воспитателем его детей. Через два года, в 1823 году, с несколькими рекомендательными письмами и небольшой суммой денег Брашман отправился в Россию, в Санкт-Петербург.

### В России
В Санкт-Петербурге наибольшее содействие ему на первых порах оказала Евдокия (Авдотья) Ивановна Голицына (1780—1850), бывшая супруга князя Сергея Михайловича Голицына. Княгиня Голицына была поклонницей математических наук, сама занималась механикой и даже издала довольно большое сочинение на эту тему — «Analyse des forces».
С января 1824 года Брашман преподавал математику и физику в Главном немецком училище св. Петра (Петропавловском училище). В марте 1825 года Брашман был определён адъюнктом физико-математических наук в Казанский университет (этому, помимо прочего, способствовали и хорошие отношения, которые установились между ним и семейством князей Салтыковых).
В Казани он преподавал чистую математику, вместе с Н. И. Лобачевским . Также он находился на административных должностях сначала главного надзирателя при казанской гимназии, затем инспектора студентов. Как сказано в биографии Брашмана в первом номере журнала «Математический сборник» (1866), «возложенные на него поручения он всегда исполнял со свойственною ему добросовестностью, но любимыми занятиями его были преподавание и наука. Скоро молва о нём, как об отличном и учёном профессоре, из ближайшаго круга его товарищей распространилась далее…».
С августа 1834 года Брашман — экстраординарный профессор по кафедре прикладной математики Московского университета, а с января 1835 года — ординарный профессор по той же кафедре. В этой должности Брашман работал до своей отставки в 1864 году.
Сразу после переезда в Москву Брашман начал активно сотрудничать с «Учёными записками» Московского университета, опубликовав в них несколько работ по математическому анализу и его приложениям. Ещё одним направлением его деятельности в Москве стало живое участие в делах Общества Испытателей Природы (оно было основано при университете в 1805 году), членом которого он был избран.
Руководство Московского учебного округа обратило внимание на заслуги Брашмана и стало привлекать его также к административным работам: в 1836 году он был назначен инспектором московских частных учебных заведений, в 1837 году ему было поручено наблюдение за практическими упражнениями студентов в Педагогическом институте, а в 1838 году Брашман стал инспектором классов в Училище ордена Святой Екатерины и в Александровском училище. К этому же периоду относится ещё одно важное событие в жизни Николая Дмитриевича — в 1839 году он принял присягу на подданство России.

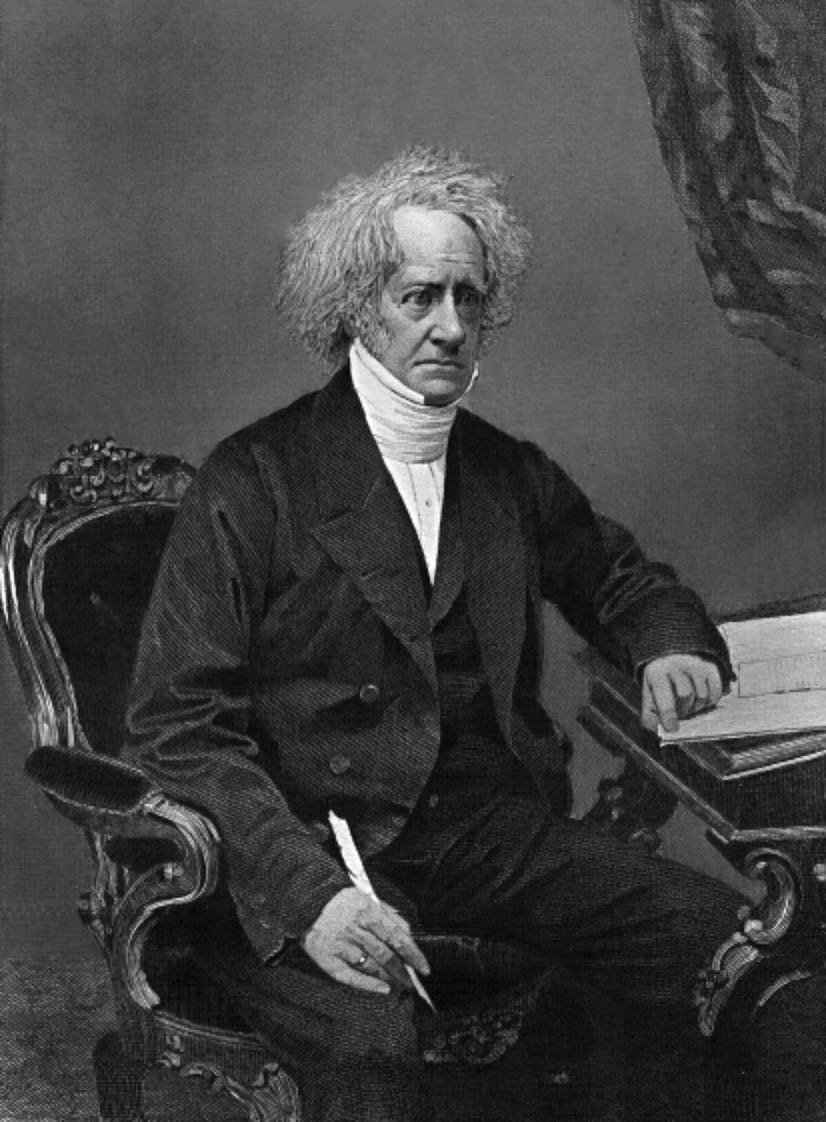
Портрет Джона Гершеля

В 1842 году Брашман совершил поездку в Германию, Францию и Англию, познакомился с ведущими европейскими математиками. На заседании Британской математической ассоциации, которое в том году проходило в Манчестере и на котором собрались математики Англии и многих других стран, Брашман выступил с докладом. Знаменитый астроном Джон Гершель (1792—1871), выступавший с заключительной речью на этом заседании, сказал в том числе следующее: «…Между нами есть ученый муж из России, который написал мемуар величайшей важности. Не задолго ещё мы считали бы математический мемуар на русском языке явлением необыкновенным, но наука подвигается вперёд и успехи России изумительны». Вернувшись в Москву, Брашман постепенно стал менять читаемый им курс прикладной математики и готовить новый курс, первая часть которого была литографирована в 1853 году.
Бо́льшую часть курса прикладной математики, читавшегося Н. Д. Брашманом на протяжении 30 лет студентам Московского университета, занимала механика. Значительное место в этом курсе отводилось практическим вопросам, включая задачи, связанные с действием различных машин, водосливов, водяных двигателей, а также со строительной механикой и баллистикой. При этом Брашман широко использовал трактаты и отдельные работы современных ему учёных-механиков — Лагранжа, Остроградского, Пуансо, Понселе и др. Позже Н. Е. Жуковский писал о лекциях Брашмана по механике, что именно им были «заложены первые научные основы преподавания этого предмета» в Московском университете.
Брашман сообщил мощный толчок развитию математики и механики в Московском университете и в России. Будучи великолепным лектором и учителем, неутомимым организатором новых научных исследований, он направил в Москве исследования в области механики и математики по пути, приведшему ещё при его жизни к поистине замечательным результатам.
Свободный от всяких предрассудков, он смотрел на жизнь спокойно, со взглядом, лишённым всякого увлечения; он не ожидал и не требовал благодарности от тех лиц, которым он благодетельствовал; он не скорбел, когда его честные и благонамеренные действия подвергались ложным толкованиям; он неуклонно шёл по предначертанному себе пути честного человека и никакие соображения, никакие обстоятельства не могли его сбить с этого пути.Из биографии Н. Д. Брашмана в первом номере журнала «Математический сборник» (1866)
Опубликовал 26 научных трудов. Среди них — «Теория равновесия тел твёрдых и жидких или статика и гидростатика» (1837) и «Теоретическая механика, том 1-й» (1859).
Н. Д. Брашман был удостоен Демидовской премии за 1835 год за рукопись книги «Курс аналитической геометрии» (сообщение о присуждении зачитано в публичном заседании 17 апреля 1836 года), а в 1855 году был избран членом-корреспондентом Императорской Санкт-Петербургской Академии наук (Отделение физико-математических наук, разряд математический). Почётный член Московского университета (1864). Среди прочих наград имел ордена Святого Станислава 2-й степени (1 (13) мая 1843) и Святой Анны 2-й степени (27 апреля (9) мая 1846, императорская корона к ордену пожалована 11 (23) ноября 1849).
В 1865 году на пожертвованные им деньги в Московском университете была учреждена премия им. Н. Д. Брашмана для студентов и преподавателей физико-математического факультета.
Похоронен на кладбище Даниловского монастыря, могила утрачена.

## Московское математическое общество
С именем Брашмана связано создание Московского математического общества, возникшего как научный кружок преподавателей математики (большей частью из Московского университета), объединившихся вокруг Николая Дмитриевича после того, как он в 1864 году окончил службу в Московском университете. Первое заседание общества состоялось 27 (15) сентября 1864, Брашман был избран первым президентом общества.
Последние два года своей жизни Брашман активно занимался делами Московского математического общества, а также организацией издания собственного журнала Общества, в котором бы публиковались доклады, прочитанные на заседаниях.
Первый номер этого журнала, получившего название Математический сборник, вышел в 1866 году уже после смерти Брашмана. В предисловии к номеру говорится немало добрых слов в адрес Николая Дмитриевича, в том числе сказано, что «развитие и поддержка самостоятельного научного труда было главною целью всей его профессорской и учёной деятельности», что математики в случае недоразумений или затруднений чаще всего обращались именно к профессору Брашману, «у него находили и радушный приём, и полезный совет», а также, благодаря его обширной библиотеке, необходимые пособия.

## Научные труды
- Общие рассуждения о математическом анализе и пример исследования дифференциальных уравнений по новому способу Штурма. // Учёные Записки Московского Университета, 1834, часть 6-я, с. 24—37.
- О трансцендентных функциях Абеля. // Учёные Записки, 1834, часть 6-я, с. 325—341.
- Рассуждение Пуассона об интегралах алгебраических функций. // Учёные Записки, 1835, часть 7-я, стр. 466—474.
- Примечание к теории наибольших и наименьших величин функций многих переменных. // Учёные Записки, 1835, часть 8-я, с. 131—140.
- О новом фотометре Штейнгейля. // Учёные Записки, 1835, часть 8-я, с. 482—486.
- Приложение теории неравенств. // Учёные Записки, 1835, часть 9-я, с. 381—403.
- Решение задачи из исчисления вероятностей. // Учёные Записки, 1835 года, часть 9-я, с. 523—525.
- Курс аналитической геометрии. — 1836.
- Теория равновесия тел твёрдых и жидких или статика и гидростатика. — 1837.
- Курс оптики 1840/1841 академическаго года. [Неоконченное сочинение]
- Речь о влиянии математики на развитие умственных способностей, произнесённая на акте 1841 года.
- О невидимых лучах света. // Бюллетень Санкт-Петербургской академии наук. — 1842.
- О капиллярных силах. — 1842.
- Об английских университетах. // 38-й том журнала министерства народного просвещения. — 1843.
- Элементарный курс механики для студентов 2-го курса. —Литографировано в 1837 году.
- Note sur le mouvement du pendule simple. // Бюллетень Санкт-Петербургской академии наук. — 1851 г. Т. X., № 6.
- О стереоскопе. // Московские Ведомости. — 1853, № 33.
- Курс механики; 1-я часть. — Литографировано в 1853 году.
- Détermination des positions d'équilibre des corps flottants. // № 1 Бюллетеня Общества Испытателей Природы за 1855 г.
- Определение положений равновесия плавающих тел. // Учёный Сборник, изданный в воспоминание 12 января 1855 года[17].
- Theorie der Stabilität des Gleichgewichts. // № 4 Бюллетеня Общества Испытателей Природы за 1858 г.
- Теоретическая механика, том 1-й. — 1859.
- Sur le principe de la moindre action. // Mélanges mathématiques et astronomiques — T. III, 1859.
- Sur l’expérience de M. Perrot. // Бюллетень Санкт-Петербургской академии наук. — Т. I, 1860.
- Sur l’application du principe de moindre action à la détermination du volume de fluide qui s'écoule d’un déversoir. // № 4 Бюллетеня Общества Испытателей Природы за 1861 г.

## Кончина
Умер Николай Дмитриевич Брашман в Москве в мае 1866 года. Он был похоронен на кладбище Данилова монастыря (в 1931 году кладбище было снесено).
Радушие, с которым Россия его приняла и приютила, возбудило самую искреннюю его благодарность и любовь к ней. Россия стала его настоящим отечеством, Москва родным городом его…Из биографии Н. Д. Брашмана в первом номере журнала «Математический сборник» (1866)